# Yannick Bruynoghe
Yannick Bruynoghe (* 1924 in Löwen; † 1984 ebendort) war ein belgischer Jazzmusiker (Schlagzeug), der später als Autor, Kritiker, Hörfunkmoderator, Fernsehjournalist und Musikveranstalter wirkte.

## Leben und Wirken
Bruynoghe entdeckte mit 15 Jahren den Jazz, als er mit seinem Bruder ein Konzert des Duke Ellington Orchestra in Brüssel besuchte. Während der Besatzungszeit sammelte er Jazz-Schallplatten und suchte den Austausch mit Jazzkennern wie Hugues Panassié oder Stanley Dance. Nach der Befreiung Belgiens wurde er mit Jean Leclère Herausgeber der Zeitschrift Jazz Record Society. Während des Studiums an der Universität Löwen leitete er ein Jazzensemble, die University All Stars, dessen Schlagzeuger er war.
1947 hielt Bruynoghe sich in New York City auf und lernte dort u. a. Rex Stewart, Dave Tough, Hot Lips Page und den Baron Timme Rosenkrantz kennen, mit dem er sich ein Appartement teilte. Nach seiner Rückkehr betätigte er sich u. a. als Programmgestalter des Jazzfestivals in Nizza und war von 1948 bis 1959 Rundfunkmoderator der INR-Sendung Notes blanches, musiciens noirs; ferner schrieb er Beiträge für die La Revue du Jazz und war Redaktionsmitglied der Zeitschrift Swingtime.
Obwohl Bruynoghe in New York mit dem Bebop die Neuerungen der Jazzmusik in den Jazzclubs der 52nd Street erlebt hatte, wurde er – auch unter dem Einfluss Pananssiés – zu einem Protagonisten des Traditional Jazz und des einsetzenden Revival- und Mainstream Jazz. 1953 organisierte er Europatourneen von Mezz Mezzrow, Buck Clayton und Gene Sedric; 1954 war er kurze Zeit Sekretär der Cinématique de Bruxelles und für den Fernsehsender RTB arbeitete er in der Redaktion der Sendung Ciné-Club de Minuit.  1955 war er Herausgeber einer Biografie über den Bluesmusiker Big Bill Broonzy (Big Bill Blues – William Broonzy's Story as told to Yannick Bruynoghe); 1956 war er als künstlerischer Berater für den gleichnamigen Film des Regisseurs Jean Delire tätig; der Film erhielt 1957 auf der Berlinale einen silbernen Bären in der Kategorie Kurzfilm. 1956 organisierte er ein Konzert mit Lucky Thompson, Jean Warland, Bodache und Jacques Pelzer.
Anfang 1959 engagierte  Bruynoghe Lester Young für einen Auftritt in der BRT-Sendung Jazz and Jam. 1957 gab er außerdem die Zeitschrift Jazz 57 heraus, gefolgt von einer weiteren USA-Reise, bei der auch in San Francisco für Earl Hines eine Aufnahmesession organisierte. In den folgenden Jahren realisierte er für das belgische Fernsehen Musikfilme über Big Bill Broonzy, Memphis Slim, über Roosevelt Sykes und Jay McShann (The Honeydripper, mit Fred Van Besien), ferner über Buck Clayton, Coleman Hawkins und Louis Armstrong. Daneben schrieb er weiterhin für verschiedene Musikzeitschriften und moderierte für Radio Namur die Sendung Exploration du jazz. Von 1964 bis 1979 betrieb er außerdem eine Kunstgalerie. In den späteren Jahren unterrichtete er Geschichte des Jazz an der École Nationale Supérieure des Arts Visuel de la Cambre. Im Laufe seiner Karriere betätigte er sich zudem als Fotograf von Jazz- und Bluesmusikern wie Muddy Waters, Howlin’ Wolf und Mezz Mezzrow; seine Arbeiten sind im Musée de la Photo in Mont-sur-Marchienne archiviert.

## Lexikalischer Eintrag
- Émile Henceval: Dictionnaire du jazz à Bruxelles et en Wallonie. Liège: Pierre Mardaga, 1991.

| Personendaten    | Personendaten                                                    |
| ---------------- | ---------------------------------------------------------------- |
| NAME             | Bruynoghe, Yannick                                               |
| KURZBESCHREIBUNG | belgischer Jazzmusiker, Kritiker, Fernseh- und Hörfunkjournalist |
| GEBURTSDATUM     | 1924                                                             |
| GEBURTSORT       | Löwen                                                            |
| STERBEDATUM      | 1984                                                             |
| STERBEORT        | Löwen                                                            |